# Domien Michiels
Domien Michiels (Oud-Heverlee, 21 september 1983) is een Belgisch dressuurruiter.

## Levensloop
Michiels beide ouders waren op regionaal niveau actief in de dressuur en jumping. Hierdoor bracht hij een groot deel van zijn jeugd door op manege Meerdaalhof te Oud-Heverlee.
In 2020 vertegenwoordigde hij België op de Olympische Spelen in het onderdeel 'dressuur', zowel individueel als in teamverband. Naast Michiels bestond het Belgisch team uit Larissa Pauluis, Laurence Roos en Alexa Fairchild (reserve). In het individueel onderdeel behaalde hij met de ruin 'Intermezzo van het Meerdalhof' een score van 70,202 in zijn reeks. Hij kon zich hierdoor niet plaatsen voor de finale. Met het team werd een score van 6702,5 behaald, wat resulteerde in de 9e plaats. Net onvoldoende om zich te plaatsen voor de finale.
In mei 2022 behaalde hij met het Belgisch team brons in de Nations Cup in het Franse Compiègne en in februari 2024 werd hij te Zweedse Göteborg de eerste Belgische dressuurruiter die een wereldbekerwedstrijd won. Hij behaalde er 78,300 punten met de ruin 'Intermezzo van het Meerdalhof'
Michiels studeerde elektromechanica en ging op zijn 19e aan de slag als technieker in een sigarenfabriek. Na een loopbaanonderbreking werd hij actief als profruiter. Hij is woonachtig te Bierbeek en behoort tot de lgbt-gemeenschap.